# 遠藤由華
遠藤 由華（えんどう ゆか、1991年9月30日 - ）は新潟県新潟市出身の新体操選手。2008年北京オリンピック代表（新体操団体）。日本女子体育大学←新潟第一高校/STELLA 所属。身長166.5 cm。

## 経歴
5歳から新体操を始める。2007年12月より新体操日本代表に加入。2008年北京オリンピック代表（新体操団体）。引き続き2012年ロンドンオリンピック出場を目指す代表チームの一員として活動し、2009年～2011年世界新体操選手権代表（団体）。チームの主力としてオリンピック出場権獲得に貢献したが、2012年5月4日にブルガリアで開催されたW杯での演技中に負傷したため、代表候補から外れた。

## 主な試合結果
- 2006年 全国中学校体育大会 個人総合優勝
- 2006年 全日本ジュニア選手権 個人総合2位
- 2007年 全日本ユースチャンピオンシップ 個人総合優勝
- 2007年 ブルガリア・バルナ国際 個人総合5位
- 2007年 全日本新体操選手権 個人総合7位

新体操日本ナショナル選抜団体チームとして
- 2008年  北京オリンピック 団体総合 10位
- 2009年 W杯・ポルチマン大会 種目別リボンロープ 優勝
- 2009年 世界新体操選手権三重大会 団体総合8位 種目別リボンロープ4位
- 2010年 ロシア新体操国際(Gazprom Cup) 団体総合4位 種目別決勝フープ4位 リボンロープ3位
- 2010年 ギリシャ新体操国際(カラマタカップ) 団体総合8位 種目別決勝フープ7位 リボンロープ6位
- 2010年 サンクトペテルブルク新体操国際 団体総合3位 種目別決勝フープ3位 リボンロープ3位
- 2010年 ベラルーシ新体操国際 団体総合4位 種目別決勝フープ2位 リボンロープ5位
- 2010年 イタリア新体操国際 団体総合10位 種目別決勝リボンロープ4位
- 2010年 世界新体操選手権モスクワ大会 団体総合6位 種目別決勝フープ6位 リボンロープ6位
- 2011年 Ｗ杯ウズベキスタン国際 団体総合優勝 種目別決勝ボール優勝 リボンフープ優勝
- 2011年 世界新体操選手権フランス大会 団体総合5位 種目別決勝ボール5位 リボンフープ7位
- 2012年 モスクワグランプリ新体操国際 団体総合2位 種目別決勝ボール2位 リボンフープ2位
- 2012年 Ｗ杯ロシア新体操国際 団体総合2位 種目別決勝ボール2位 リボンフープ2位